# Савинське (заказник)
Са́винське — загальнозоологічний заказник місцевого значення в Україні.
Розташований між селами Бариш і Зубрець Чортківського району Тернопільської області, у кварталах 10-16 Золотопотіцького лісництва ДП «Бучацьке лісове господарство», у межах лісового урочища «Савинське».

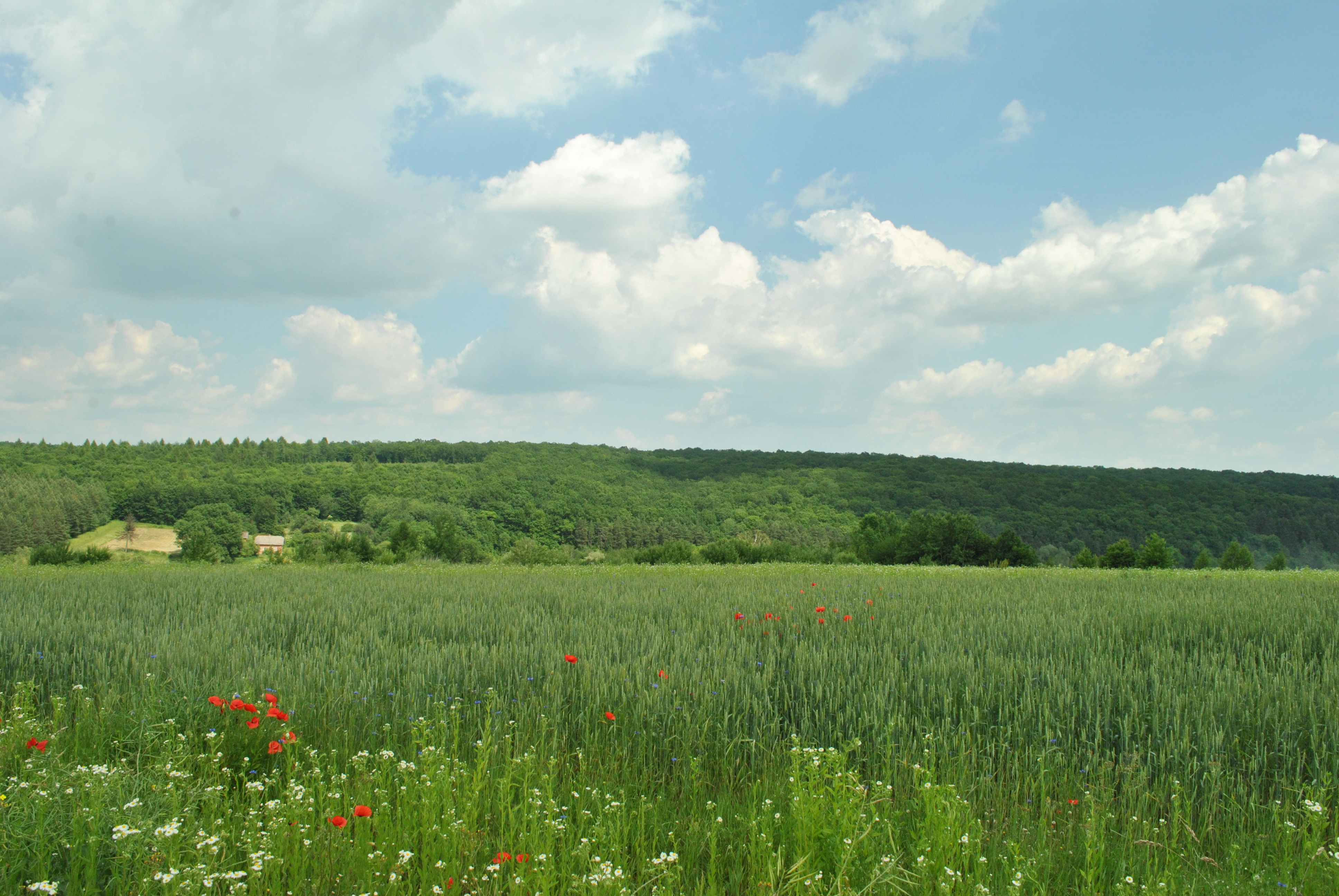
Вигляд на «Савинське»

## Створення
Створений відповідно до рішення виконкому Тернопільської обласної ради № 198 від 30 червня 1986 року. Перебуває у віданні Тернопільського обласного управління лісового господарства. Рішенням Тернопільської обласної ради № 15 від 22 липня 1998 року мисливські угіддя заказника надані у користування Бучацькій районній організації УТМР як постійно діюча ділянка з охорони, збереження та відтворення тваринного світу. 

## Характеристика
Площа — 353 га. 
Під охороною — численна мисливська фауна. Трапляються заєць сірий і куріпка сіра, вивірка лісова, борсук звичайний, лисиця руда та сарна європейська, свиня дика, куниця лісова і лось звичайний та багато інших тварин. 